# Томас Пласман
Томас Пласман (на немски: Thomas Plaßmann (роден 1960 г. в Есен) е германски карикатурист.

## Биография
След дипломирането от гимназията, Пласман учи история и германистика и абсолвира обучение за дърводелец. От 1987 г. е чертожник на свободна практика. Пласман е женен и има 3 деца.

## Публичност и разпространение
Пласман рисува ежедневно Cartoons или карикатури за всекидневници. Публикува често във „Франкфуртер Рундшау“, „Хановерше Алгемайне Цайтунг“, „Нойе рур цайтунг“, „Берлинер Цайтунг“, в църковни вестници на епархия Speyer (Der Pilger) и на епархия Trier, както и във „Верденър Нахрихтен“. Отвъд това публикува във вестници, публикации и книги.

## Публикувани книги
Избрани книги – илюстрации в много други:
- Cartoon Essen. Die Stadtgeschichte in Cartoons (1986)
- Günter – Abstand halten! (1993)
- Cartoons für Juristen, с Claus-Wilhelm Kühnhold (1995, Lappan-Издателство, Олденбург)
- Ein Leben lang (1999, Nest-Издателство, Франкфурт)
- Politik Macht Spaß (2000, Nest-Издателство, Франкфурт)
- Dann bis nächsten Sonntag! (2001, Herder-Издателство, Фрайбург)
- Bitte folgen! Neue Cartoons über Gott und die Welt (2004, Herder-Издателство, Фрайбург)
- Den Seinen gibt's der Herr im Schlaf. 33 Bibelcartoons (2006, Herder-Издателство, Фрайбург)
- заедно с Ewald Frie (Текст): Das Schokoladenproblem. Die Verfassung von Nordrhein-Westfalen jungen Menschen erzählt, Greven, Köln 2009, ISBN 978-3-7743-0433-8.
- Prost Wahlzeit! Das Schönste und Beste aus dem Versprecher-Album. Карикатури от NEL, Томас Пласман, Хайко Сакурай и Клаус Щутман. Schaltzeit издателство, Берлин, 2013, ISBN 978-3-941362-30-7.

## Награди
- 1993: Награда от публиката на Коперниковото карикатурно лято
- 1994: Медал от фондация Хюрийет в интернационалнато съревнование „Хюрийет-Cartoon“
- 1995: 3-та награда при карикатурна надпревара на Франкфуртер Рундшау към тема „Европа 2000“
- 1995, 1997, 1998, 1999, 2001, 2002, 2005 награди от Немска награда за политическа карикатура „С остро перо“
- 2000: Карикатурна награда от град Щутгарт
- 2002: награда Rückblende 2001 des Bundesverbands der Deutschen Zeitungsverleger (BDZV) mit dem 2. Preis für die beste Karikatur
- 2015: 3. място в категорията Карикатура при Rückblende 2014 [2]